# Dekanat Ostalb
Das Dekanat Ostalb ist das größte von 25 Dekanaten in der römisch-katholischen Diözese Rottenburg-Stuttgart. Der Dekanatssitz befindet sich in Aalen.

## Gliederung

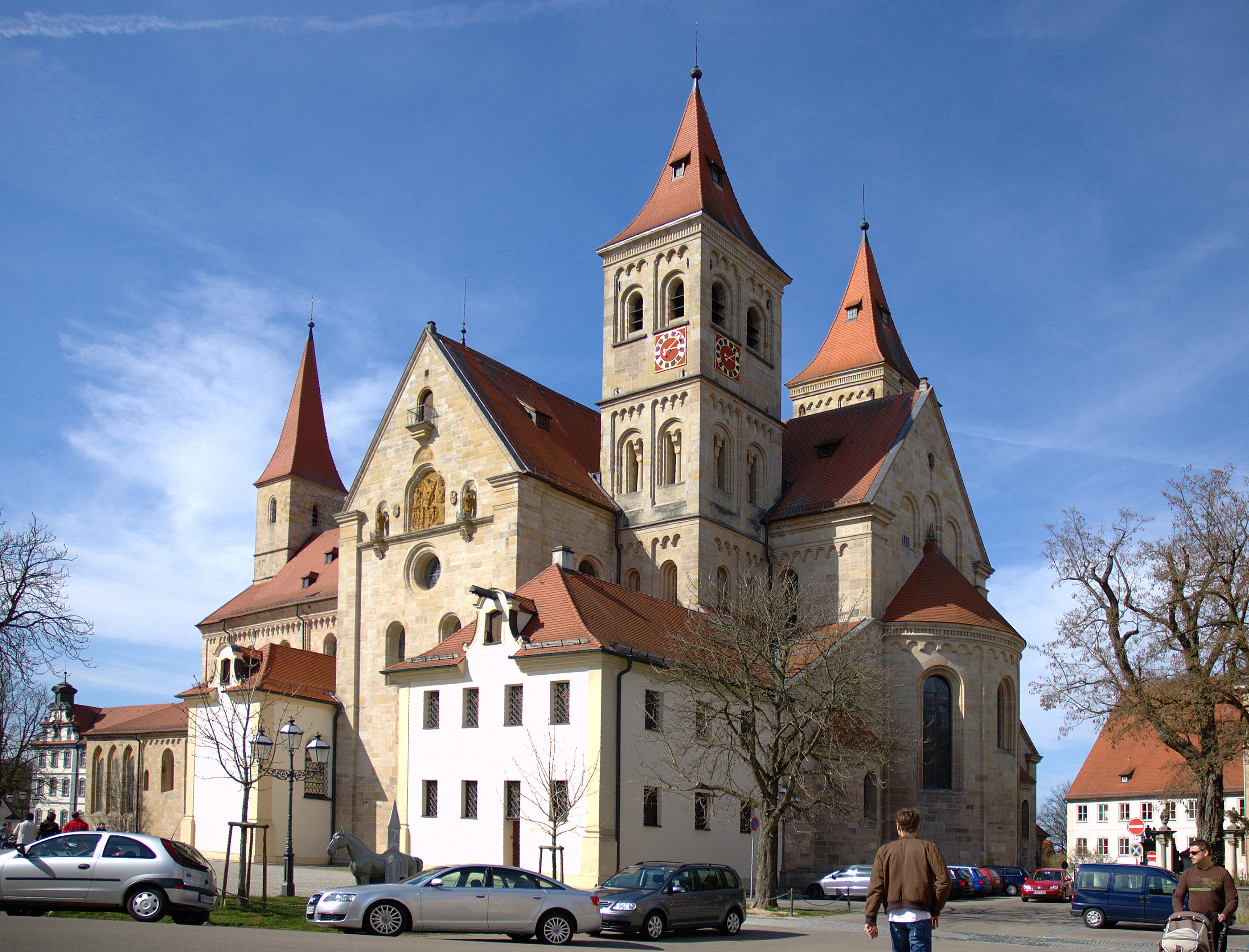
Basilika St. Vitus, Ellwangen

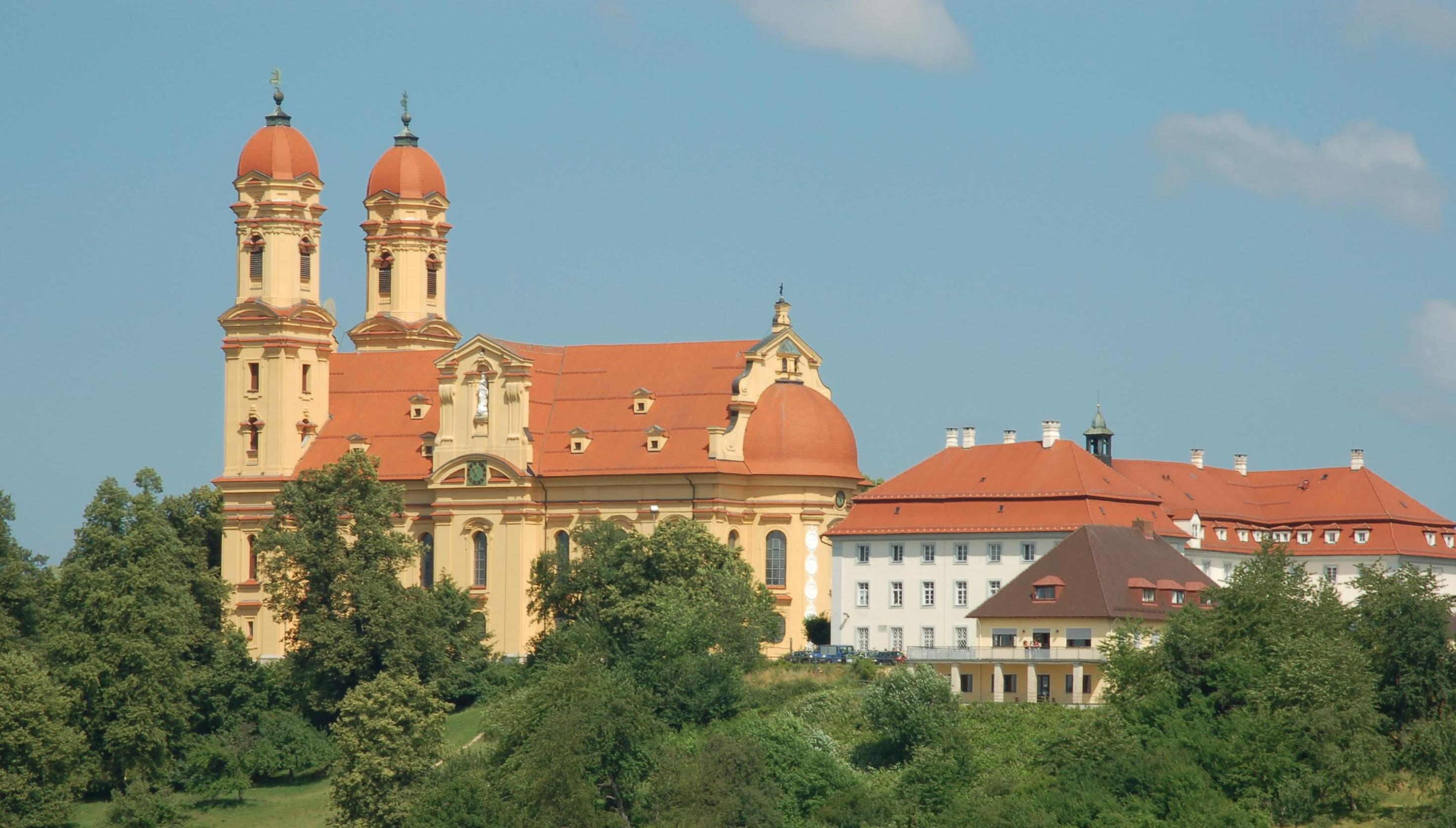
Wallfahrtskirche Schönenberg

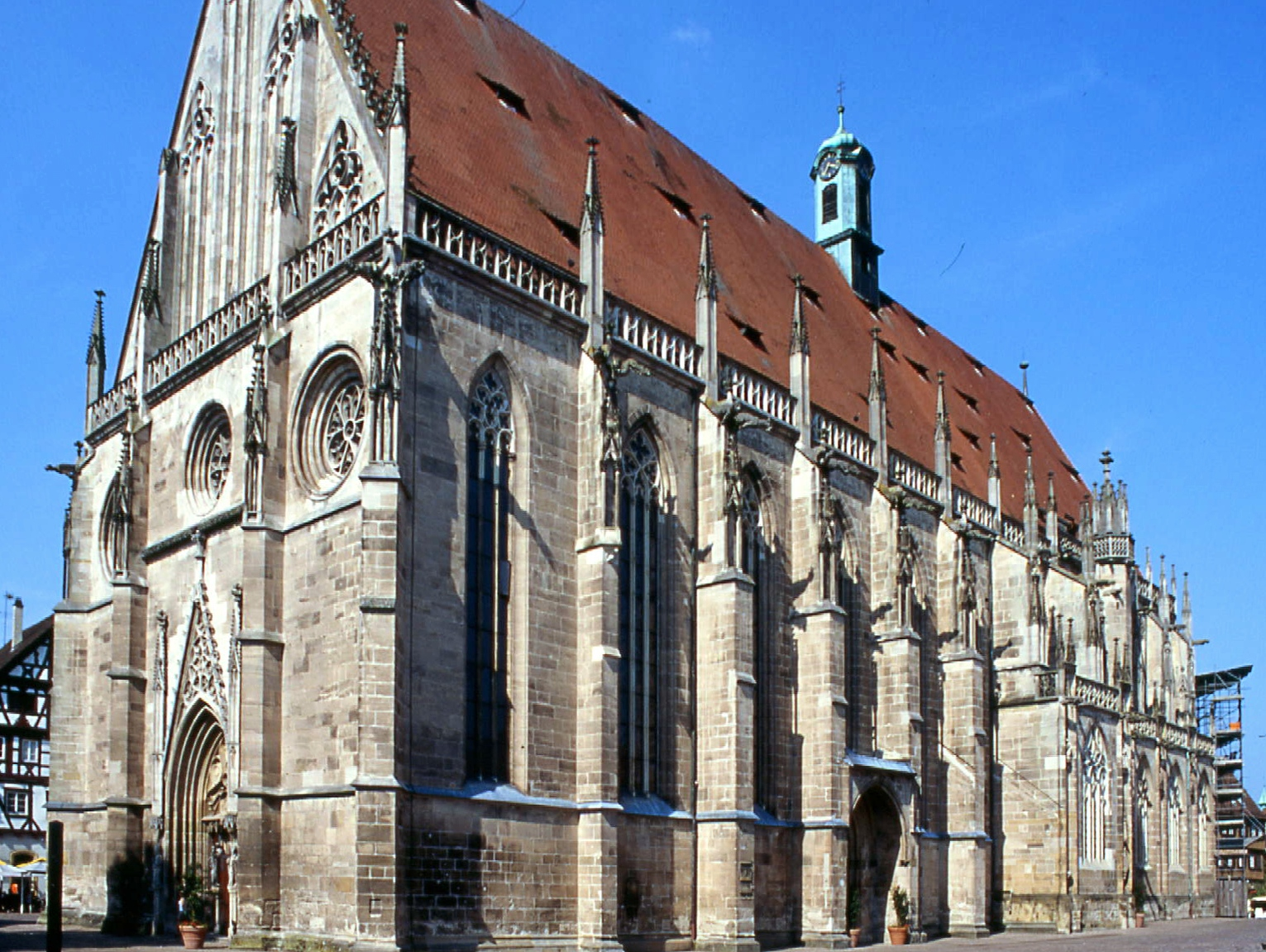
Gmünder Münster

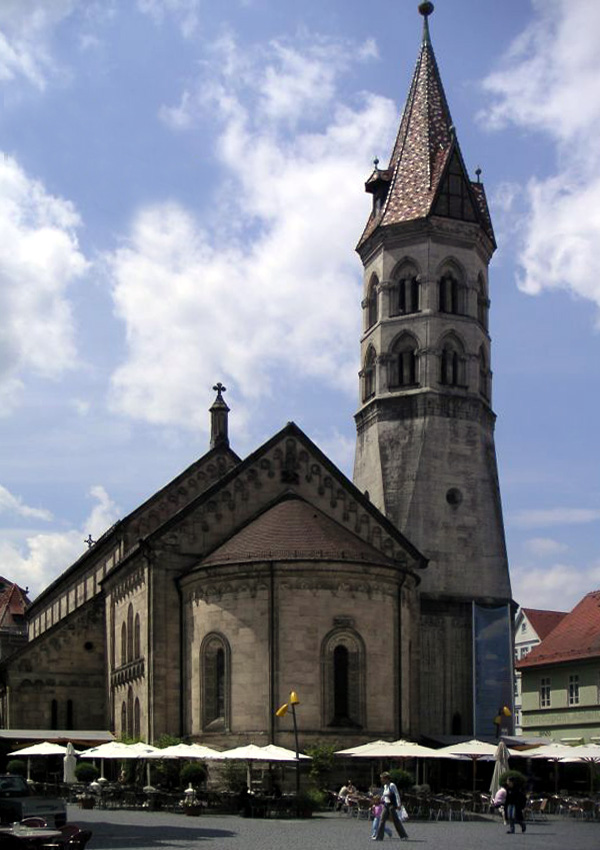
Johanniskirche, Schwäbisch Gmünd

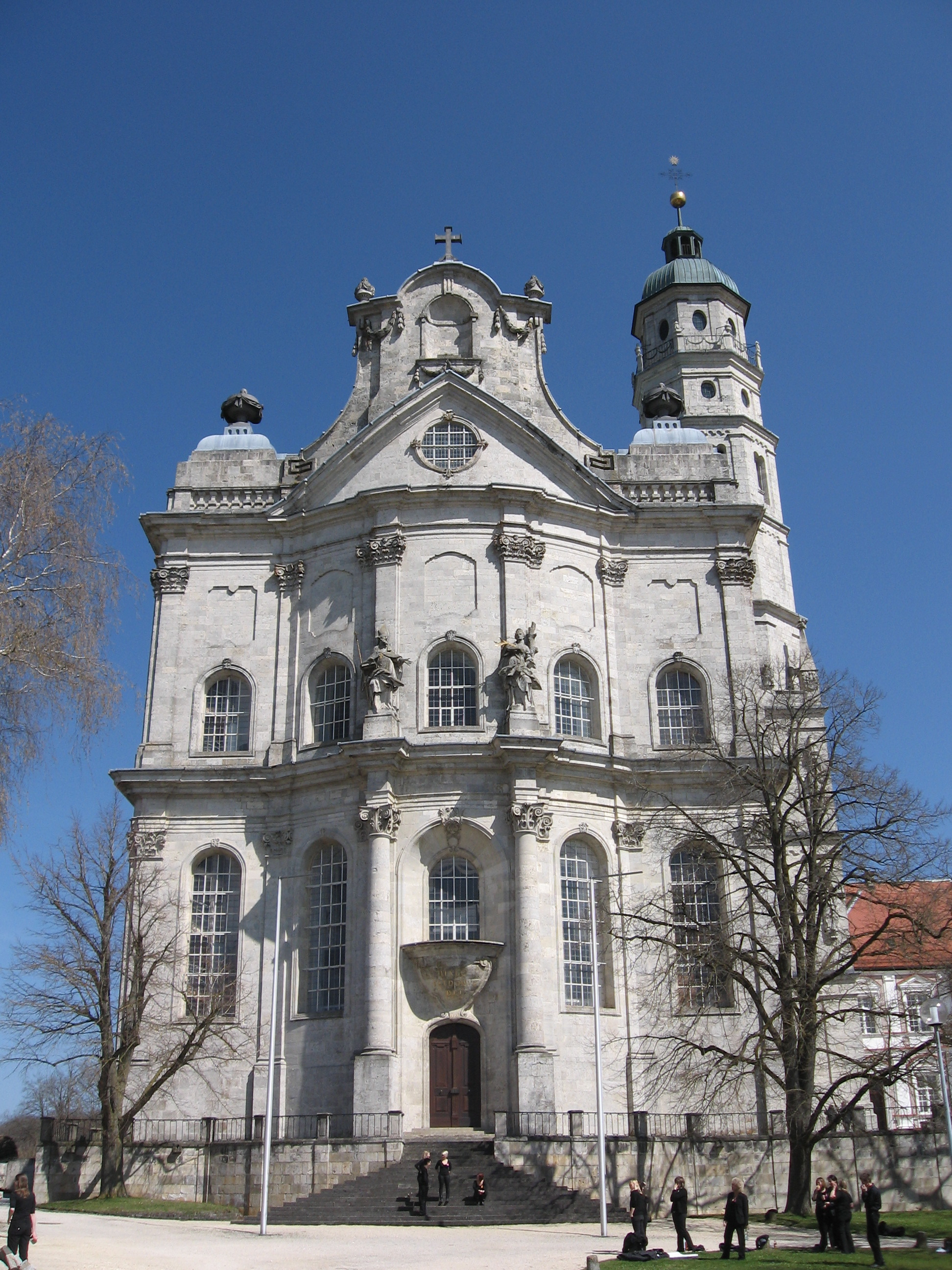
Abteikirche Neresheim

Das Dekanat wurde am 1. Juni 2006 aus den ehemaligen Dekanaten Neresheim, Ellwangen, Schwäbisch Gmünd und Aalen in den Grenzen des Ostalbkreises gegründet. Schon 1996 gründeten die Altdekanate einen Dekanatsverband, um ihre Interessen auf Kreisebene besser vertreten zu können. Heute unterteilt sich das Dekanat in drei Bezirke Dekanatsbezirk Aalen-Neresheim, Dekanatsbezirk Ellwangen und Dekanatsbezirk Schwäbisch Gmünd. 
Die Leitung des Dekanats liegt beim Dekanatsrat, der aus Vertretern aller Seelsorgeeinheiten und verschiedener Verbände sowie dem Dekan, seinen drei Stellvertretern und dem Rechnungsführer besteht. Außerdem gibt es noch einen Geschäftsausschuss, der den Dekanatsrat vertritt und die laufenden Aufgaben wahrnimmt.
Die 25 Seelsorgeeinheiten (SE) sind:
- SE 1 Oberes Kochertal
(Gemeinden: Abtsgmünd St. Michael, Hohenstadt Mariä Opferung, Pommertsweiler Mariä Unbefleckte Empfängnis, Untergröningen St. Michael)
- SE 2 Rems-Welland
(Gemeinden: Dewangen Mariä Himmelfahrt, Essingen Zum Heiligsten Herzen Jesu, Fachsenfeld Zum Heiligsten Herzen Jesu)
- SE 3 Hüttlingen
(Gemeinde: Hüttlingen Heilig Kreuz)
- SE 4 Wasseralfingen-Hofen
(Gemeinden: Hofen St. Georg, Wasseralfingen St. Stephanus)
- SE 5 Aalen
(Gemeinden: Aalen Blazeni Alojije Stepinac, Aalen Maria Santissima, Aalen Salvator, Aalen St. Bonifatius, Aalen St. Maria)
- SE 6 Vorderes Härtsfeld/Oberes Kochertal
(Gemeinden: Ebnat Mariä Unbefleckte Empfängnis, Oberkochen St. Peter und Paul, Unterkochen St. Maria, Waldhausen St. Nikolaus)
- SE 7 Ellwangen
(Gemeinden: Eggenrot Filial-Kirchengemeinde St. Patrizius, Ellwangen Heilig Geist, Ellwangen St. Vitus, Ellwangen St. Wolfgang)
- SE 8 Phillipp Jeningen
(Gemeinden: Beersbach St. Johann Baptist, Ellwangen-Schönenberg Zu unserer lieben Frau, Pfahlheim St. Nikolaus, Röhlingen St. Petrus und Paulus)
- SE 9 Unterschneidheim
(Gemeinden: Geislingen St. Nikolaus, Nordhausen St. Vitus, Sechtenhausen St. Nikolaus, Unterschneidheim St. Petrus und Paulus, Unterwilflingen Filial-Kirchengemeinde St. Andreas, Wössingen St. Bonifatius, Zipplingen St. Martinus, Zöbingen St. Mauritius)
- SE 10 Virngrund Ost
(Gemeinden: Ellenberg Zur Schmerzhaften Mutter, Stödtlen St. Leonhard, Tannhausen St. Lukas, Wört St. Nikolaus)
- SE 11 Kapfenburg
(Gemeinden: Hülen St. Franziskus, Lauchheim St. Petrus und Paulus, Lippach St. Katharina, Röttingen St. Gangolf, Westhausen St. Mauritius)
- SE 12 Neuler-Rainau
(Gemeinden: Dalkingen St. Nikolaus, Gaishardt Filial-Kirchengemeinde St. Vitus, Neuler St. Benedikt, Schwabsberg St. Martinus)
- SE 13 Virngrund
(Gemeinden: Hohenberg St. Jakobus, Rosenberg Zur Schmerzhaften Mutter, Jagstzell St. Vitus)
- SE 14 Ipf
(Gemeinden: Aufhausen St. Nikolaus, Baldern St. Antonius, Bopfingen St. Joseph, Itzlingen Filial-Kirchengemeinde St. Gallus, Kerkingen St. Ottilia, Oberdorf am Ipf Christus König, Unterriffingen Mariä Himmelfahrt)
- SE 15 Ries
(Gemeinden: Dirgenheim St. Georg, Flochberg Mariä Heimsuchung, Härtsfeldhausen St. Margareta, Kirchheim am Ries St. Maria, Pflaumloch St. Leonhard, Utzmemmingen St. Martin)
- SE 16 Neresheim
(Gemeinden: Dehlingen Filial-Kirchengemeinden St. Ulrich, Dorfmerkingen St. Mauritius und Georg, Elchingen St. Otmar, Kösingen St. Sola, Neresheim Mariä Himmelfahrt, Neresheim St. Ulrich und Afra, Ohmenheim St. Elisabeth)
- SE 17 Schwäbisch Gmünd-Mitte
(Gemeinden: Schwäbisch Gmünd Heilig Kreuz, Schwäbisch Gmünd Milosierdzia Bo'ego, Schwäbisch Gmünd San Giovanni Bosco, Schwäbisch Gmünd St. Franziskus, Schwäbisch Gmünd St. Michael, Schwäbisch Gmünd Sveti Nikola Tavelic, Schwäbisch Gmünd-Hardt St. Petrus und Paulus)
- SE 18 Unterm Hohenrechberg
(Gemeinden: Hohenrechberg St. Maria, Straßdorf St. Cyriakus, Waldstetten St. Laurentius, Wißgoldingen St. Johannes Baptist)
- SE 19 Unterm Bernhardus
(Gemeinden: Bargau St. Jakobus, Bettringen St. Cyriakus, Weiler in den Bergen St. Michael und Mariä Namen)
- SE 20 Rosenstein
(Gemeinden: Bartholomä St. Bartholomäus, Böbingen an der Rems St. Joseph, Heubach St. Bernhard, Lautern Mariä Himmelfahrt, Mögglingen St. Petrus und Paulus)
- SE 21 Am Limes
(Gemeinden: Herlikofen St. Albanus, Hussenhofen St. Leonhard, Iggingen St. Martinus)
- SE 22 Leintal
(Gemeinden: Heuchlingen St. Vitus, Horn Filial-Kirchengemeinde Mariä Opferung, Leinzell St. Georg, Schechingen St. Sebastian)
- SE 23 Schwäbischer Wald
(Gemeinden: Spraitbach St. Blasius, Schlechtbach St. Andreas, Zimmerbach St. Cyriakus)
- SE 24 Limeshöhe
(Gemeinden: Großdeinbach Christus König, Mutlangen St. Georg, Wetzgau-Rehnenhof St. Maria)
- SE 25 Lorch-Alfdorf
(Gemeinden: Alfdorf St. Clemens Maria Hofbauer, Lorch St. Konrad)

## Einrichtungen
Auf dem Gebiet des Dekanats Ostalb gibt es zwei BDKJ-Jugendreferate, eines in Aalen und eines in Schwäbisch Gmünd. Außerdem gibt es ein Katholische Erwachsenenbildung Bildungswerk Ostalbkreis e. V. in Aalen, ein Religionspädagogisches Institut in Schwäbisch Gmünd im Franziskaner und weitere Einrichtungen.